# X-Men: Mroczna Phoenix
X-Men: Mroczna Phoenix (oryg. Dark Phoenix) – amerykański fantastycznonaukowy film akcji z 2019 roku na podstawie serii komiksów o grupie superbohaterów o tej samej nazwie wydawnictwa Marvel Comics. Za reżyserię i scenariusz filmu odpowiadał Simon Kinberg. W rolach głównych wystąpili: James McAvoy, Michael Fassbender, Jennifer Lawrence, Nicholas Hoult, Sophie Turner, Tye Sheridan, Alexandra Shipp i Jessica Chastain.
Film jest oparty na serii komiksów The Dark Phoenix Saga. 10 lat po wydarzeniach w filmie X-Men: Apocalypse, w latach dziewięćdziesiątych, Jean Grey traci kontrolę nad swoimi zdolnościami i staje się Mroczną Phoenix, zmuszając X-Menów do walki przeciwko niej. Jean spotyka pozaziemską istotę, która próbuje nią manipulować i wykorzystać jej moc.
Światowa premiera Mrocznej Phoenix miała miejsce 14 maja 2019 roku w Meksyku. W Polsce zadebiutował 7 czerwca tego samego roku. Film zarobił ponad 250 milionów dolarów przy budżecie 200 milionów i otrzymał przeważnie negatywne oceny od krytyków. Mroczna Phoenix jest dwunastą produkcją wchodzącą w skład franczyzy uniwersum filmowego osadzonego w świecie X-Men oraz bezpośrednią kontynuacją X-Men: Apocalypse. Ostatni film serii, samodzielny spin-off, Nowi mutanci, miał premierę w 2020 roku. W 2019 roku, po odzyskaniu praw do ekranizacji przez Marvel Studios, Kevin Feige zapowiedział reboot będący częścią franczyzy Filmowego Uniwersum Marvela.

## Streszczenie fabuły
W 1975 roku ośmioletnia Jean Grey ma wypadek samochodowy, który pozbawia życia jej rodziców. Profesor Charles Xavier zabiera ją do Szkoły Xaviera dla Uzdolnionej Młodzieży.
W 1992 roku X-Meni reagują na sygnał alarmowy z promu kosmicznego Endeavour, który został poważnie uszkodzony przez energię podobną do rozbłysku słonecznego. Ratując astronautów, Jean zostaje uderzona energią, którą pochłania, ratując samolot swojej drużyny przed zniszczeniem. W rezultacie jej moce zostają znacznie wzmocnione, ale ona nie potrafi ich kontrolować. Przypadkowo uwalnia swoją moc na mutantach świętujących zwycięstwo w szkole Xaviera. Xavier umieścił blokadę w umyśle Jean, kiedy była mała, by chronić ją przed traumą z dzieciństwa. Jednak blokadę tę niszczy zwiększona moc Jean, a niezaleczona dziecięca trauma powraca, powodując u niej wściekłość i ból. Jean powraca do rodzinnego miasta, gdzie dowiaduje się, że jej ojciec żyje i porzucił ją ze strachu przed jej mocami. Jean odzyskuje całe wspomnienie z wypadku samochodowego i uświadamia sobie, że telepatią pozbawiła matkę przytomności za kierownicą. Jean jest przekonana, że jest odpowiedzialna za śmierć matki. X-Men przybywają na miejsce i próbują zabrać Jean do domu, ale atakuje ona Petera Maximoffa, którego rani i Raven Darkholme, którą zabija, a następnie ucieka.
Jean udaje się na wyspę Genosha dla uchodźców – mutantów, aby szukać pomocy u Erika Lehnsherra w kontrolowaniu jej emocji, ale ten odwraca się od niej, kiedy angażuje się ona w walkę z siłami zbrojnymi Stanów Zjednoczonych, których celem jest jej aresztowanie. Jean spotyka Vuk, przywódczynię zmiennokształtnej rasy obcych, D’Bari. Vuk wyjaśnia Jean, że związała się z kosmiczną siłą, która dawno temu zniszczyła rodzinną planetę D’Bari. Moc pochłaniała wszystkich, których napotkała po drodze, dopóki nie trafiła do Jean.
Hank McCoy, wściekły z żalu po śmierci Raven, sprzymierza się z Erikiem, po czym obaj próbują zabić Jean w Nowym Jorku. Odkrywszy plan Erika, X-Meni próbują ich powstrzymać. Podczas walki Erikowi udaje się wejść do budynku i zmierzyć się z Jean, tylko po to, aby ulec jej mocom. Xavier wchodzi do budynku z Kurtem Wagnerem. Jean atakuje ich. Zaprzestaje, kiedy Xavier przekonuje ją, aby zajrzała w jego wspomnienia, dzięki czemu powraca ona do normalności. Kierowana wyrzutami sumienia Jean prosi Vuk, aby odebrała jej moce, jednak okazuje się, że Jean mogłaby wtedy ponieść śmierć, a Vuk zamierza użyć tej siły do podbicia Ziemi. Xavier i Scott Summers uniemożliwiają Vuk pełne wchłonięcie mocy Jean, która traci przytomność. Wojskowi, używając broni ogłuszającej i obroży hamujących moc, aresztują obie frakcje mutantów, które zostają umieszczone w pociągu jadącym w kierunku specjalnego więzienia.
Pociąg zostaje zaatakowany przez Vuk i jej siły D’Bari. Kiedy żołnierze zostają obezwładnieni przez zmiennokształtnych, mutanci zostają uwolnieni od ich ograniczeń i mogą zmierzyć się zagrożeniem. Mutanci dają sobie radę z większością napastników D’Bari, ale przybywa Vuk i kierując się w stronę Jean, pokonuje każdego mutanta, który próbuje ją powstrzymać. Xavier porozumiewa się z Jean telepatycznie pozwalając jej przejąć kontrolę nad jej mocą. Jean ratuje mutantów przed atakami Vuk i pokonuje pozostałych D’Bari. Vuk ponownie próbuje odebrać Jean jej moce, ale Jean zabiera Vuk w kosmos i odzyskuje moc przekazaną wcześniej Vuk. Następnie zabija ją, lecz potem znika w wybuchu energii w postaci feniksa.
Po tych wydarzeniach szkoła Xaviera zostaje przemianowana na „Szkołę im. Jean Gray dla uzdolnionych dzieci”, w której nowym dziekanem zostaje Hank, a Xavier przechodzi na emeryturę. Xavier spotyka się w Paryżu z Erikiem i zgadza się zagrać z nim w szachy. Kiedy zaczynają grać, na niebie pojawia się płonący feniks.

## Obsada
| Polski dubbing |
| • Waldemar Barwiński jako Charles Xavier / Profesor X • Piotr Zelt jako Eric Lensherr / Magneto • Lidia Sadowa jako Raven Darkholme / Mystique • Lesław Żurek jako Henry „Hank” McCoy / Beast • Marta Markowicz jako Jean Grey / Phoenix • Paweł Krucz jako Scott Summers / Cyclops • Izabela Perez jako Ororo Munroe / Storm • Ewa Prus jako Vuk |

- James McAvoy jako Charles Xavier / Profesor X, mutant ze zdolnością telepatii, pacyfista. Założyciel Szkoły Xaviera dla Utalentowanych Dzieci oraz X-Menów[4].
- Michael Fassbender jako Eric Lensherr / Magneto, mutant posiadający umiejętność manipulowania polem magnetycznym oraz metalem[4].
- Jennifer Lawrence jako Raven Darkholme / Mystique, mutantka posiadająca zdolność zmiany swojego wyglądu[4].
- Nicholas Hoult jako Henry „Hank” McCoy / Beast, mutant pokryty futrem, mający chwytne stopy i nadludzkie zdolności fizyczne[4].
- Sophie Turner jako Jean Grey / Phoenix, mutantka posiadająca zdolności telekinetyczne i telepatyczne[4].
- Tye Sheridan jako Scott Summers / Cyclops, mutant posiadający zdolność generowania wiązek energii z oczu, który w związku z tym nosi specjalne okulary. Jest młodszym bratem Alexandra[4].
- Alexandra Shipp jako Ororo Munroe / Storm, mutantka umiejąca kontrolować pogodę[4].
- Jessica Chastain jako Vuk, przywódczyni zmiennokształtnej pozaziemskiej rasy D’Bari, która manipuluje Phoenix. Chastain zagrała również Margaret Smith, kobietę, pod którą podszywa się Vuk[5][6].

Swoje role z poprzednich filmów powtórzyli: Evan Peters jako Peter Maximoff / Quicksilver, mutant posiadający umiejętność poruszania się z nadludzką szybkością i Kodi Smit-McPhee jako Kurt Wagner / Nightcrawler, mutant posiadający umiejętność teleportacji.
W filmie ponadto wystąpili: Lamar Johnson jako Ben Hammil / Match, mutant z umiejętnością pirokinezy; Andrew Stehlin jako Ariki / Red Lotus, mutant, który może wykorzystać swoje warkocze jako broń; Kota Eberhardt jako Selene Gallio, mutantka ze zdolnościami telepatycznymi; Halston Sage jako Alison Blaire / Dazzler, mutantka, która ma zdolność przekształcania dźwięku w wiązki światła oraz Hannah Anderson jako Elaine Grey i Scott Sheperd jako John Grey, rodzice Jean.

## Produkcja

### Rozwój projektu

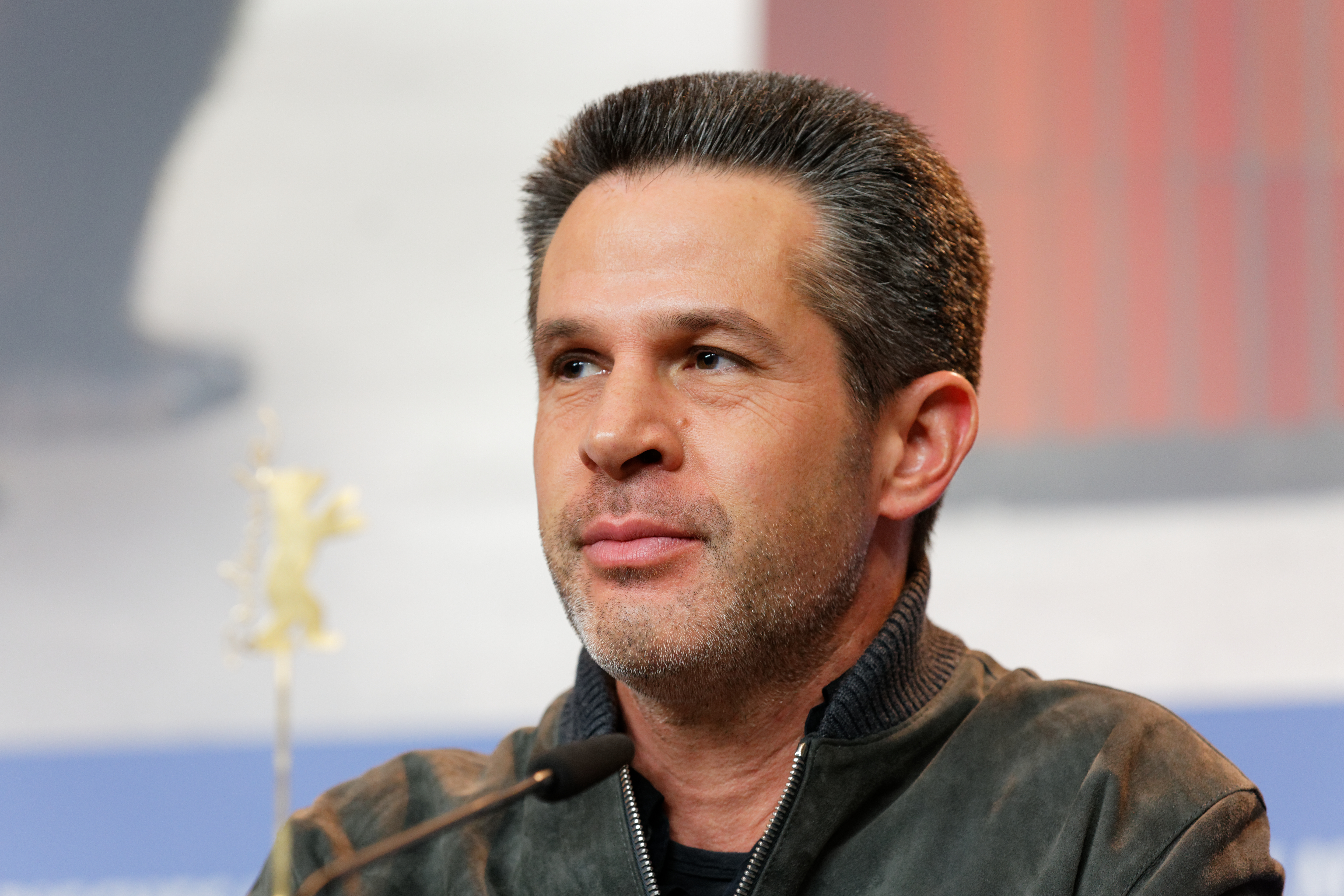
Simon Kinberg, reżyser filmu

W lutym 2017 roku poinformowano, że Simon Kinberg rozpoczął negocjacje z 20th Century Fox dotyczące reżyserii filmu na podstawie własnego scenariusza inspirowanego komiksami Dark Phoenix Saga. Miesiąc później ujawniono, że film rozpoczął preprodukcję. W kwietniu 2017 roku studio ogłosiło oficjalny tytuł X-Men: Dark Phoenix oraz datę amerykańskiej premiery zaplanowanej na 2 listopada 2018 roku. Pod koniec marca 2018 roku studio przesunęło datę premiery na luty 2019, a we wrześniu na czerwiec 2019.

### Casting
W czerwcu 2017 poinformowano, że z w swoich rolach powrócą James McAvoy jako Charles Xavier, Michael Fassbender jako Magneto, Jennifer Lawrence jako Mystique, Nicholas Hoult jako Hank McCoy, Tye Sheridan jako Cyclop, Alexandra Shipp jako Storm, Sophie Turner jako Jean Grey, Kodi Smit-McPhee jako Nightcrawler i Evan Peters jako Quicksilver oraz że Lamar Johnson zagra w filmie, a Jessica Chastain negocjuje rolę. W sierpniu potwierdzono udział Chastain jako antagonistki.
We wrześniu tego samego roku ujawniono, że Olivia Munn powtórzy swoją rolę jako Psylocke, a Daniel Cudmore, który zagrał we wcześniejszych filmach franczyzy Colossusa, pojawi się w nieujawnionej roli. Ostatecznie Cudmore nie pojawił się w filmie.

### Zdjęcia i postprodukcja
Zdjęcia do filmu rozpoczęły się 28 czerwca 2017 w Montrealu pod roboczym tytułem Teen Spirit.  Prace na planie zakończyły się 14 października 2017. Za zdjęcia odpowiadał Mauro Fiore, scenografią zajął się Claude Paré, a kostiumy zaprojektował Daniel Orlandi.
Za montaż filmu odpowiadał Lee Smith. Efekty specjalne przygotowały studia: Legacy Effects, Moving Picture Company, Rising Sun Pictures, Scanline VFX, Rodeo FX i Soho VFX, a odpowiadał za nie Phil Brennan.

## Muzyka
W styczniu 2018 roku ujawniono, że Hans Zimmer skomponuje muzykę do filmu. Dark Phoenix: Original Motion Picture Soundtrack z muzyką Zimmera wydano 7 czerwca 2019 roku przez Fox Music. Natomiast album Xperiments from Dark Phoenix, który zawiera napisane przez Zimmera niewydane wcześniej motywy napisane do filmu, wydano 2 sierpnia tego samego roku.
| Dark Phoenix: Original Motion Picture Soundtrack – 2019 | Dark Phoenix: Original Motion Picture Soundtrack – 2019 | Dark Phoenix: Original Motion Picture Soundtrack – 2019 | Dark Phoenix: Original Motion Picture Soundtrack – 2019 |
| Nr                                                      | Tytuł utworu                                            | Autor                                                   | Długość                                                 |
| ------------------------------------------------------- | ------------------------------------------------------- | ------------------------------------------------------- | ------------------------------------------------------- |
| 1.                                                      | „Gap”                                                   | H. Zimmer                                               | 8:07                                                    |
| 2.                                                      | „Dark”                                                  | H. Zimmer                                               | 4:27                                                    |
| 3.                                                      | „Frameshift”                                            | H. Zimmer                                               | 8:15                                                    |
| 4.                                                      | „Amity”                                                 | H. Zimmer                                               | 5:52                                                    |
| 5.                                                      | „Intimate”                                              | H. Zimmer                                               | 10:14                                                   |
| 6.                                                      | „Negative”                                              | H. Zimmer                                               | 3:58                                                    |
| 7.                                                      | „Deletion”                                              | H. Zimmer                                               | 4:51                                                    |
| 8.                                                      | „Reckless”                                              | H. Zimmer                                               | 9:35                                                    |
| 9.                                                      | „Insertion”                                             | H. Zimmer                                               | 7:56                                                    |
| 10.                                                     | „Coda”                                                  | H. Zimmer                                               | 4:40                                                    |
|                                                         |                                                         |                                                         | 1:07:55                                                 |

| Xperiments from Dark Phoenix – 2019 | Xperiments from Dark Phoenix – 2019 | Xperiments from Dark Phoenix – 2019 | Xperiments from Dark Phoenix – 2019 |
| Nr                                  | Tytuł utworu                        | Autor                               | Długość                             |
| ----------------------------------- | ----------------------------------- | ----------------------------------- | ----------------------------------- |
| 1.                                  | „X-HZT”                             | H. Zimmer                           | 17:27                               |
| 2.                                  | „X-X”                               | H. Zimmer                           | 5:59                                |
| 3.                                  | „X-LGDP”                            | H. Zimmer                           | 8:07                                |
| 4.                                  | „X-SI”                              | H. Zimmer                           | 6:25                                |
| 5.                                  | „X-HD”                              | H. Zimmer                           | 3:32                                |
| 6.                                  | „X-MP”                              | H. Zimmer                           | 3:21                                |
| 7.                                  | „X-MT”                              | H. Zimmer                           | 5:03                                |
| 8.                                  | „X-TX”                              | H. Zimmer                           | 8:48                                |
| 9.                                  | „X-MDP”                             | H. Zimmer                           | 9:06                                |
| 10.                                 | „X-F”                               | H. Zimmer                           | 3:56                                |
| 11.                                 | „X-CH”                              | H. Zimmer                           | 4:58                                |
| 12.                                 | „X-SS”                              | H. Zimmer                           | 2:01                                |
|                                     |                                     |                                     | 1:18:43                             |

## Wydanie
Światowa premiera filmu X-Men: Mroczna Phoenix miała miejsce 14 maja 2019 w Meksyku. Podczas wydarzenia uczestniczyła obsada i produkcja filmu oraz zaproszeni specjalni goście. Premierze tej towarzyszył czerwony dywan oraz szereg konferencji prasowych.
W Stanach Zjednoczonych i w Polsce zadebiutował 7 czerwca tego samego roku. Początkowo film był zapowiedziany na 2 listopada 2018 roku. W marcu 2018 studio przesunęło premierę na 14 lutego 2019, natomiast pod koniec września tego samego roku na czerwiec 2019.

## Odbiór

### Box office
Film, przy budżecie 200 milionów dolarów, zarobił ponad 250 milionów, z czego ponad 65 milionów w Stanach Zjednoczonych i Kanadzie, a w Polsce – ponad 600 tysięcy.

### Krytyka w mediach
Film spotkał się w znacznej mierze z negatywną reakcją krytyków. W serwisie Rotten Tomatoes 22% z 368 recenzji uznano za pozytywne, a średnia ocen wystawionych na ich podstawie wyniosła 4,62/10. Na portalu Metacritic średnia ważona ocen z 52 recenzji wyniosła 43 punkty na 100. Natomiast według serwisu CinemaScore, zajmującego się mierzeniem atrakcyjności filmów w Stanach Zjednoczonych, publiczność przyznała mu ocenę B- w skali od F do A+.
Peter Travers z magazynu „Rolling Stone” stwierdził: „Dark Phoenix nie jest po prostu beznadziejny, to najgorszy film w historii cyklu o X-Menach”. Katie Walsh z „Tribune News Service” napisała: „To naprawdę niesamowite oglądać charyzmatyczną, nagradzaną, gwiazdorską obsadę, która daje ciała w tej kiepsko napisanej bezsensownej opowiastce”. William Bibbiani z „The Wrap” stwierdził: „to po prostu rozczarowująco przeciętny film o superbohaterach, z dobrze znaną historią, nieciekawymi aktorami, kilkoma fajnymi sekwencjami akcji i całą masą niewykorzystanych szans”. Owen Gleiberman z „Variety” wyrażał zupełnie inną opinię, twierdząc, że nowy reżyser filmu „jest wrażliwszym i bardziej intuicyjnym filmowcem niż Brett Ratner. Nie ubarwia ogólnej historii za pomocą ładnych efektów mutacji. On używa efektów, by opowiedzieć historię”.
Jakub Popielecki z portalu Filmweb stwierdził, że „Mroczna Phoenix sili się bowiem na powagę (jest mroczna już w tytule), ale to jedynie myślenie życzeniowe za 200 milionów dolarów”. Urszula Schwarzenberg-Czerny z tygodnika „Polityka” napisała: „Prosta opowiastka science fiction, pozbawiona spektakularnych efektów specjalnych i wiarygodnych konfliktów moralnych, kończy po 20 latach serię filmów o X-Menach”. Natomiast Piotr Guszkowski z „Gazety Wyborczej” stwierdził: „X-Men: Mroczna Phoenix traktuje komiks beztrosko. Gdyby to był dobry film, pewnie by się obronił. Ale nie jest”.

### Nominacje
| Rok  | Ceremonia                                 | Kategoria                                           | Nominowani             | Rezultat  | Przypis |
| ---- | ----------------------------------------- | --------------------------------------------------- | ---------------------- | --------- | ------- |
| 2019 | Golden Schmoes Awards                     | Najgorszy film                                      | X-Men: Mroczna Phoenix | Nominacja | [ 41 ]  |
| 2019 | Golden Schmoes Awards                     | Największe rozczarowanie                            | X-Men: Mroczna Phoenix | Nominacja | [ 41 ]  |
| 2019 | People’s Choice Awards                    | Ulubiony film akcji                                 | X-Men: Mroczna Phoenix | Nominacja | [ 42 ]  |
| 2019 | People’s Choice Awards                    | Ulubiona aktorka filmowa                            | Sophie Turner          | Nominacja | [ 42 ]  |
| 2019 | People’s Choice Awards                    | Ulubiona gwiazda kina akcji                         | Sophie Turner          | Nominacja | [ 42 ]  |
| 2019 | Teen Choice Awards                        | Ulubiony film fantasy / science-fiction             | X-Men: Mroczna Phoenix | Nominacja | [ 43 ]  |
| 2019 | Teen Choice Awards                        | Ulubiona aktorka w filmie science-fiction / fantasy | Sophie Turner          | Nominacja | [ 43 ]  |
| 2019 | Teen Choice Awards                        | Ulubiony aktor w filmie science-fiction / fantasy   | James McAvoy           | Nominacja | [ 43 ]  |
| 2020 | Alliance of Women Film Journalists Awards | Sequel lub remake, który nie powinien powstać       | X-Men: Mroczna Phoenix | Nominacja | [ 44 ]  |
| 2020 | Golden Raspberry Awards                   | Najgorszy remake lub sequel                         | X-Men: Mroczna Phoenix | Nominacja | [ 45 ]  |
| 2020 | Golden Raspberry Awards                   | Najgorsza aktorka drugoplanowa                      | Jessica Chastain       | Nominacja | [ 45 ]  |

## Anulowane przyszłe projekty i reebot Filmowego Uniwersum Marvela
W maju 2016 roku Simon Kinberg zapowiedział, że Mroczna Phoenix ma być pierwszym filmem nowej trylogii o młodych mutantach. 20th Century Fox rozwijało też kilka spin-offów franczyzy filmowej o X-Menach, między innymi Gambit z Channingiem Tatumem w głównej roli, Multiple Man z Jamesem Franco, Kitty Pryde z Elliotem Pagem oraz filmy o Alpha Flight i o Exiles.
W 2019 roku The Walt Disney Company sfinalizował transakcję zakupu 21st Century Fox, wskutek czego wszystkie filmy Foxa związane z franczyzą zostały anulowane, a Marvel Studios przejęło kontrolę nad postaciami. Prezes Disneya, Robert Iger, poinformował, że X-Meni zostaną włączeni do Filmowego Uniwersum Marvela. W lipcu 2019 roku, podczas San Diego Comic-Conu, Kevin Feige zapowiedział, że studio pracuje nad rebootem filmu o mutantach.
W 2020 roku premierę miał ostatni film franczyzy filmowej o X-Menach, samodzielny spin-off, Nowi mutanci.